# Daniela Reimer
Daniela Reimer (* 26. September 1982 in Potsdam) ist eine deutsche Ruderin.
Reimer lebt in Potsdam, trainiert als Mitglied der Potsdamer Ruder-Gesellschaft am Olympiastützpunkt und ist seit Oktober 2004 in der Bundeswehrsportfördergruppe.
Ihre bisher größten Leistungen waren eine Silbermedaille bei den Olympischen Spielen 2004 und die Goldmedaille bei den Ruder-Weltmeisterschaften im Jahre 2005, jeweils im Leichtgewichts-Doppelzweier sowie die Goldmedaille bei den Ruder-Weltmeisterschaften 2010 im Leichtgewichts-Doppelvierer. Daneben war sie in mehreren U23-Wettbewerben auf den vorderen Plätzen.
Für ihre sportlichen Leistungen wurde sie am 16. März 2005 mit dem Silbernen Lorbeerblatt ausgezeichnet.